# Municipio de Ela
El municipio de Ela (en inglés: Ela Township) es un municipio ubicado en el condado de Lake en el estado estadounidense de Illinois. En el año 2010 tenía una población de 42654 habitantes y una densidad poblacional de 458,54 personas por km².

## Geografía
El municipio de Ela se encuentra ubicado en las coordenadas 42°11′45″N 88°3′44″O / 42.19583, -88.06222. Según la Oficina del Censo de los Estados Unidos, el municipio tiene una superficie total de 93.02 km², de la cual 89.07 km² corresponden a tierra firme y (4.24%) 3.95 km² es agua.

## Demografía
Según el censo de 2010, había 42654 personas residiendo en el municipio de Ela. La densidad de población era de 458,54 hab./km². De los 42654 habitantes, el municipio de Ela estaba compuesto por el 88.21% blancos, el 1.05% eran afroamericanos, el 0.11% eran amerindios, el 7.07% eran asiáticos, el 0.04% eran isleños del Pacífico, el 1.96% eran de otras razas y el 1.56% pertenecían a dos o más razas. Del total de la población el 5.63% eran hispanos o latinos de cualquier raza.